# トヨタ鞍ヶ池記念館
トヨタ鞍ヶ池記念館（トヨタくらがいけきねんかん）は、愛知県豊田市池田町南250番地にあるトヨタ自動車の博物館である。

## 概要
1974年（昭和49年）にトヨタ車生産台数累計1000万台を達成を記念して開館した博物館で、主な施設にトヨタ創業展示室、鞍ヶ池アートサロン、旧豊田喜一郎邸などがある。

## 主な施設

### トヨタ創業展示室
トヨタ創業期の年表や写真の展示、織機やトヨペットクラウン（RS型）、トヨダ・AA型乗用車などの車両展示、1/5車両模型の展示、創業期の特徴的なシーンを再現したジオラマや挙母工場のジオラマが展示されている。また、『虹を架けた男たち 豊田喜一郎、夢への挑戦』と題された15分間の立体音響映像を上映している。

### 鞍ヶ池アートサロン
トヨタ自動車所有の絵画などを企画展示する施設。

### 旧豊田喜一郎邸
1933年（昭和8年）に建築されたトヨタ自動車創業者豊田喜一郎の旧別邸で、1997年（平成9年）まで豊田章一郎一家が住んだ。鈴木禎次によって設計された和洋折衷建築で名古屋市の南山にあったものを移築修復したものである。
2013年（平成25年）3月にはガレージが新設され、喜一郎に関する車両などが展示されている。

## 利用案内
- 開館時間：9：30 - 17：00（入館は16：30まで）
- 休館日：毎週月曜日（祝日の場合は翌日）
- 入館料：無料
- 駐車場：約30台

## 交通アクセス
- 名鉄豊田線・三河線「豊田市駅」から名鉄バスに乗り換え、「鞍ヶ池公園前」バス停で下車、徒歩で約3分。
- 東海環状自動車道 豊田勘八ICから約7分。豊田松平ICから約13分。
- 東海環状自動車道 鞍ヶ池PAスマートICから約2分。
- 猿投グリーンロード 力石ICから約13分。

## ギャラリー

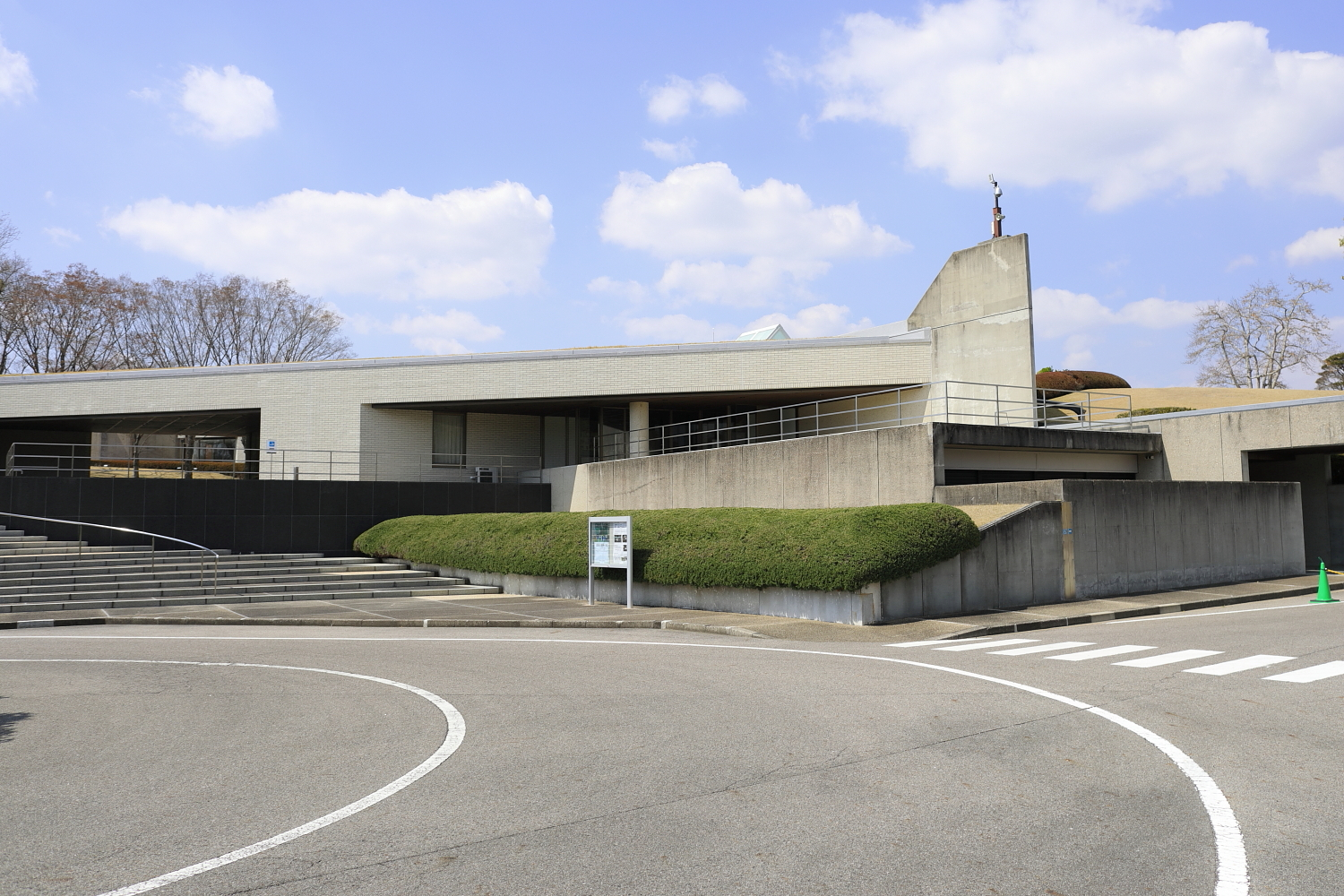
トヨタ鞍ヶ池記念館
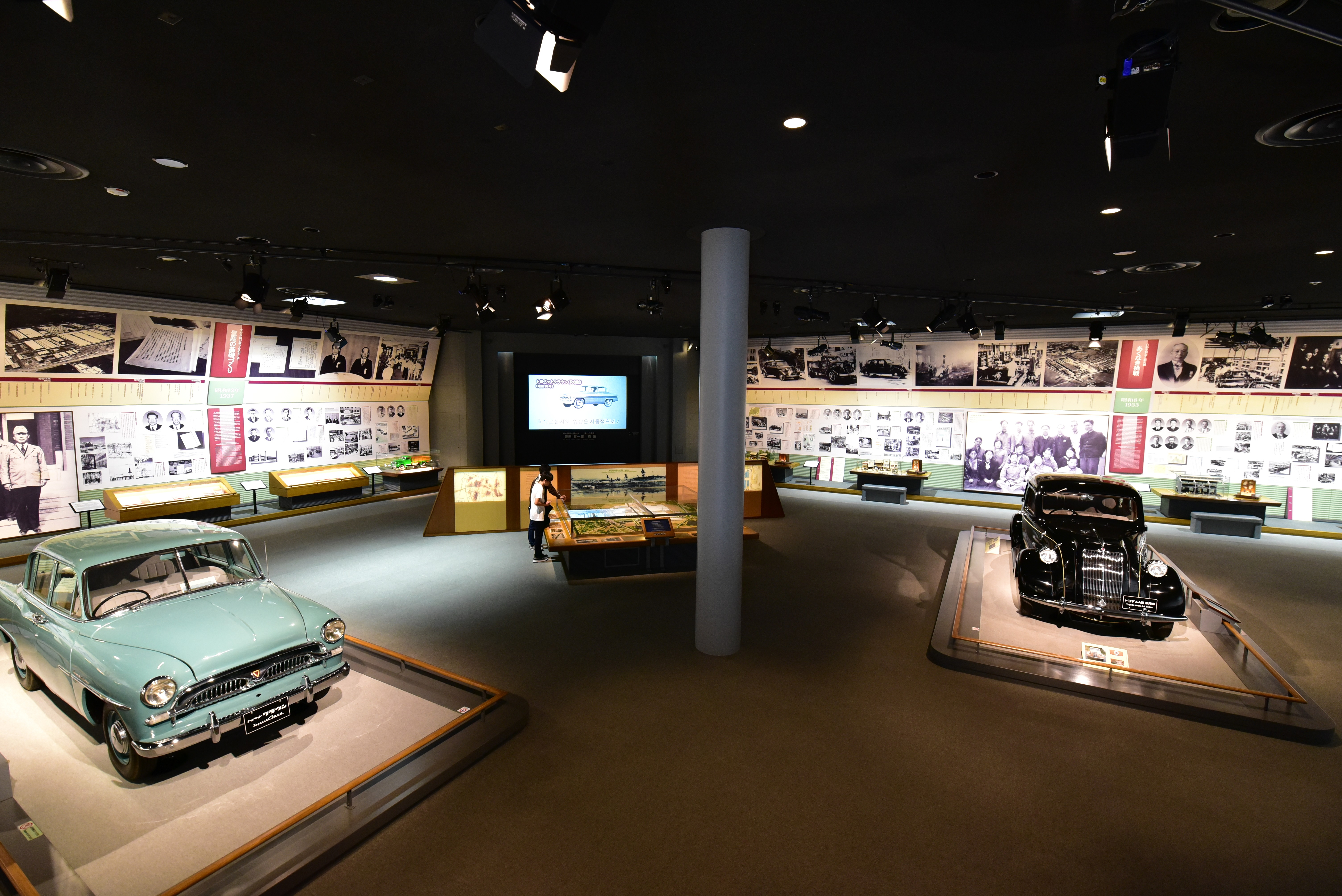
トヨタ創業展示室
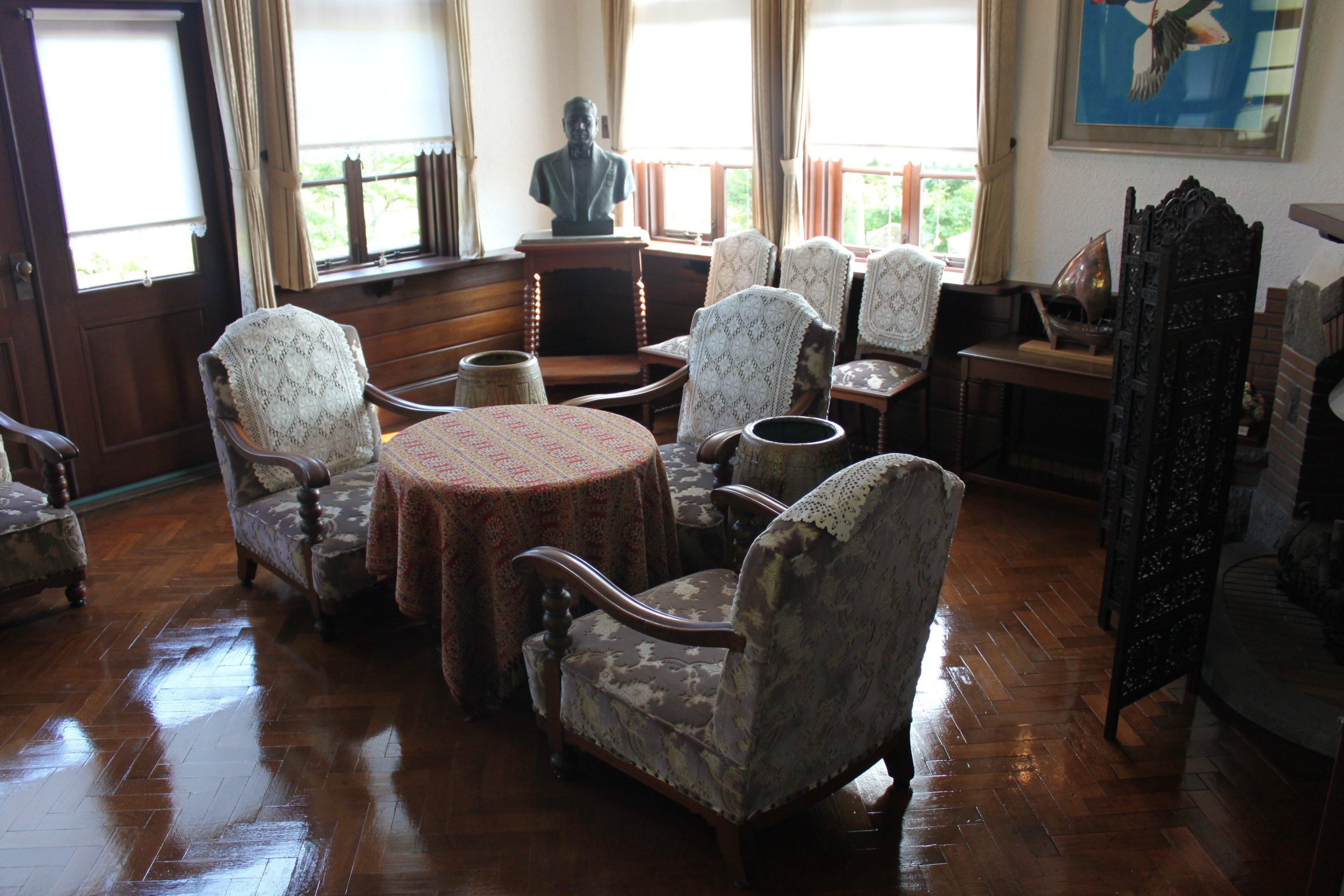
旧豊田喜一郎邸内部